# Celestyn Zbyszewski
Celestyn Zbyszewski (6. dubna 1806 Zarszyn – 9. června 1874 Pisarowce) byl rakouský důstojník, pedagog a politik polské národnosti z Haliče, během revolučního roku 1848 poslanec Říšského sněmu.

## Biografie
Během revolučního roku 1848 se zapojil do veřejného dění. Ve volbách roku 1848 byl zvolen i na ústavodárný Říšský sněm. Zastupoval volební obvod Lutowiska. Tehdy se uváděl coby hejtman. Náležel ke sněmovní levici.
V roce 1866 je zmiňován coby rytíř Cölestin von Zbyszewski, c. k. major a bývalý profesor mechaniky na vídeňské Inženýrské akademii (Ingenieur-Akademie in Wien). Byl tehdy korespondenčním členem Haličské zemské zemědělské společnosti. Zemřel v červnu 1874. Uváděn je jako šlechtic a major na penzi.